# Das malerische und romantische Deutschland

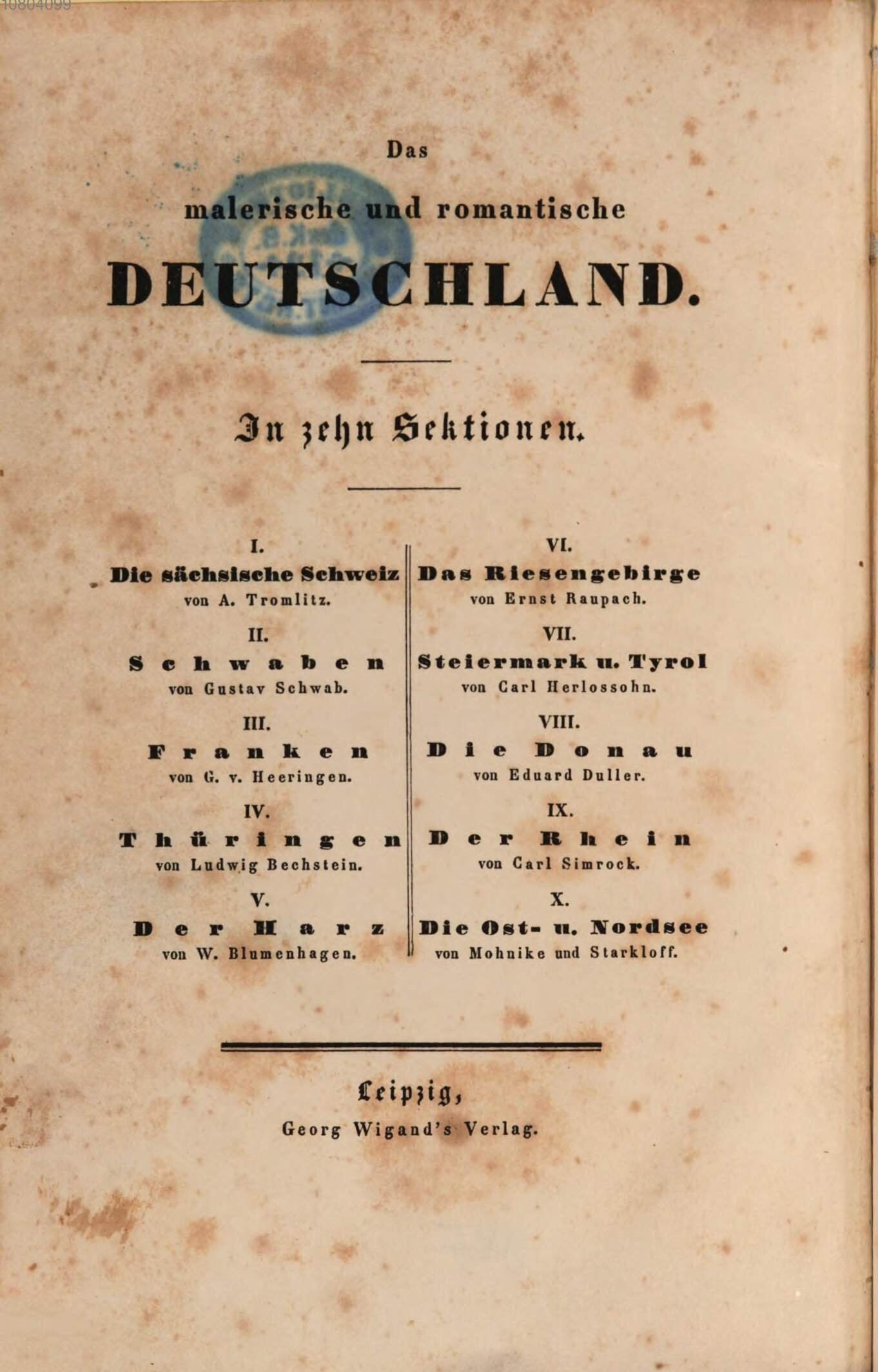
Buchreihe Das malerische und romantische Deutschland

In den Jahren 1837–1850 erschien in Georg Wigands Verlag in Leipzig in erster Auflage die Buchreihe Das malerische und romantische Deutschland in zehn Ausgaben.
Es waren Erzählungen und Reisebeschreibungen von Regionen im damaligen Deutschland, die mit der Reproduktion von Stahlstichen, nach Zeichnungen gestochen, bebildert wurden. Die Bücher aus dem Zeitalter der Romantik waren eine  frühe Art von Reiseführern.
Die aus 10 Bänden bestehende Buchreihe enthielt in der ersten Auflage insgesamt etwa 390 Stahlstiche.

## Zeichnungen und Stiche
Die Zeichnungen stammten von
- Carl Ludwig Frommel (1789–1863)
- Ludwig Mayer (1791–1843)
- Ludwig Richter (1803–1884)
- Johann Heinrich Sander (1810–1865)
- Theodor Verhas (1811–1872)

Die Stahlstiche wurden ausgeführt von
- Edward William Cooke (1811–1880)
- James Gray (1813–?)
- Johann Gustav Grunewald (1805–1878)
- Karl Lindemann-Frommel (1819–1891)
- Albert Henry Payne (1812–1902)
- Henry Winkles (1801–1860)

## Liste der erschienenen Bücher
Alle Digitalisate der Originalausgaben sind zu finden in der digitalen Bibliothek des Münchener Digitalisierungszentrums (MDZ) und in der untenstehenden Tabelle verlinkt.

### I. 1837,A. Tromlitz: Romantische Wanderung durch dieSächsische Schweiz
MDZ
15 – Dresden, 56 – Pillnitz, 65 – Lohmen, 71 – Die Bastei, 92 – Das Kanapee, 93 – Stadt Wehlen, 110 – Hohnstein, 117 – Stolpen, 144 – Bad Schandau, 160 – Der Kuhstall, 171 – Prebischthor, 175 – Hirniskretschen, 179 – Tetschen, 183 – Bieler Grund, 187 – Wasserfall bei Langhennersdorf, 189 – Königstein und Lilienstein, 196 – Pirna und Sonnenstein, 200 – Weesenstein, 205 – Töplitz, 222 – Tharandt, 224 – Frauenstein, 227 – Augustusburg, 230 – Gnandstein, 232 – Kohren, 234 – Kriebstein, 237 – Nossen
- 240 Seiten mit 30 Stahlstichen

### II. 1837,Gustav Schwab: Wanderungen durchSchwaben
MDZ
1 – Das Neckarthal von Canstatt bis Heidelberg, 2 – Canstatt mit dem Rosenstein und Stuttgart, 18 – Marbach am Neckar, 23 – Kloster Maulbronn, 32 – Heilbronn mit Götzens Thurm, 38 – Weinsberg und die Weibertreu, 45 – Wimpfen am Berg und im Thal, 50 – Gundelsheim, Schloss Horneck und Burg Guttenberg, 59 – Das Schwalbennest bei Neckarsteinach, 65 – Heidelberg, nach 74 – Zweite Reise Die Alb und Mittelschwaben, 77 – Das Schlösschen Bronnen im Donauthale, 84 – Blaubeuren, 96 – Hohenstaufen und Rechberg, 103 – Der Reußenstein bei Neidlingen, 109 – Bad  Urach, 116 – Schlösschen Lichtenstein, 121 – Die Nebelhöhle, 128 – Burg Hohenzollern, 134 – Haigerloch, 140 – Tübingen, 151 – Esslingen, nach 159 – Dritte Reise Der Schwarzwald, 161 – Kloster Hirsau, 168 – Der Wasserfall bei Triberg, 173 – Die Hölle, 177 – Freiburg im Breisgau, 196 – Badenweiler, 208 – Forbach im Murgthal, 219 –Das alte Schloss Baden, nach 226 – Vierte Reise Der Bodensee und das Hegäu, 229 – Lindau (Bodensee) mit dem Obersee und Gebirge, 238 – Der Untersee mit Constanz, 244 – Hohentwiel und das Hegäu
- 257 Seiten mit 29 Stahlstichen nach Zeichnungen von Ludwig Mayer
- Schwabs Reiseführer zählen zu den Pionierwerken ihres Genres

### III. 1840,G.v.Heeringen: Wanderungen durchFranken
MDZ
21 – Coburg, 49 – Baunachsgrund, 51 – Grabfeld, 55 – Reise von den Quellen des Mains bis Würzburg, 59 – Berneck, 60 – Culmbach, 63 – Baireuth, 66 – Banz (Oberfranken), 75 – Bamberg, 85 – Eberach, 91 – Marieburghausen, 99 – Hasfurt, 100 – Schloss Theres, 101 – Mainberg, 102 – Schweinfurt, 106 – Schwarzach, 107 – Dettelbach, 109 – Kitzingen, 113 – Ochsenfurt, 115 – Würzburg, 127 – Zweite Reise Das südliche Franken, 133 – Erlangen, 134 – Nürnberg, 148 – Eichstädt, 155 – Dritte Reise Das Saalthal und Rhöngebirge, 159 – Kissingen, 163 – Das Kloster auf dem Kreuzberg, 167 – Salzburg, 171 – Vierte Reise Die fränkische Schweiz, 176 – Streitberg Neideck Muggendorf
- 183 Seiten mit 31 Stahlstichen

### IV. 1847,Ludwig Bechstein: Wanderungen durchThüringen
MDZ
7 – Einleitung, 22 – Meiningen, 35 – Der Dolmar, 46 – Thal der Lichtenau (Fluss), 51 – Suhl, 60 – Oberhof, 67 – Der Schneekopf, 75 – Ilmenau, 83 – Schleusingen, 91 – Die Hessberger Thierfährten, 95 – Das Meininger Oberland, 107 – Saalfeld, 116 – Blankenburg, 121 – Paulinzelle, 124 – Schwarzburg und das Schwarzatal, 134 – Rudolstadt, 140 – Orlamünde, 146 – Jena, 151 – Dornburg (Dornburg-Camburg), 156 – Rudelsburg und Saaleck (Naumburg), 160 – Schulpforta, 164 – Naumburg (Saale), 169 – Freyburg (Unstrut), 176 – Memleben, 181 – Der Kiffhäuser, 189 – Weimar, 197 – Erfurt, 207 – Arnstadt, 213 – Die Drei Gleichen, 221 – Gotha, 230 – Wartburg, 240 – Waltershausen und Tenneberg, 245 – Reinhardsbrunn, 250 – Der Kandelaber, 254 – Der Dietharzergrund, 258 – Felsenthal und Inselberg, 267 – Liebenstein, 270 – Die Liebensteiner Höhle, 276 – Altenstein (Bad Liebenstein), 283 – Salzungen, 288 – Schluss
- 291 Seiten mit 30 Stahlstichen

### V. 1838,W.Blumenhagen:Wanderung durch den Harz
MDZ
7 – Einleitung, 20 – Goslar, 28 – Rammelsberge, 32 – Die Claus, 33 – Okerthal, 34 – Harzburg, 37 – Das Ilsetal, 49 – Ilsenstein, 52 – Wasserfälle, 55 – Wernigerode, 63 – Der Brocken, 80 – Das Thal der Bode, 90 – Die Marmormühle, 92 – Blankenburg (Harz), 95 – Der Burg Regenstein, 97 – Das untere Thal der Bode, 98 – Die Teufelsmauer (Harz), 102 – Rosstrappe, 114 – Jungfernbrücke (Thale), 115 – Quedlinburg, 120 – Ein Alltags-Romänchen, 129 – Die Umgegend von Ballenstädt, 130 – Die Stecklenburg und die Burg Lauenburg, 132 – Ballenstädt, 136 – Hotel Stubenberg, 141 – Das Thal der Selke, 144 – Mägdesprung (Harzgerode), 149 – Der Falkenstein, 174 – Die Mittagsseite des Harzes, 174 – Stadt Stolberg (Harz), 182 – Ilefeld, 188 – Sachenstein, 190 – Burg Scharzfels, 192 – Die Steinkirche Scharzfeld, 193 – Schloss Herzberg, 200 – Osterode am Harz, 205 – Der Oberharz, 222 – Der Oderteich, 232 – Clausthal, 246 – Hübichenstein, 247 – Stauffenburg,
- 256 Seiten mit 30 Stahlstichen

### VI. 1841,Carl Herlossohn: Wanderungen durch dasRiesengebirgeund dieGrafschaft Glatz
MDZ
5 – Einleitung, 16 – Breslau, 24 – Das Rathhaus, 41 – Reichenbach, 42 – Zobtenberg, 47 – Zobten, 48 – Die Grafschaft Glatz, 50 – Wartha, 52 – Landeck, 54 – Wilhelmsthal, 55 – Grafenort, 56 – Langenau, 56 – Die Heuscheuer, 56 – Albendorf, 57 – Wünschelburg, 60 – Bukowina, 60 – Chudoba, 61 – Nachod, 65 – Reinerz, 68 – Braunau, 69 – Adersbach, 76 – Hornschloss, 76 – Grüssau, 78 – Landeshut, 79 – Kiensburg, 82 – Salzbrunn, 82 – Fürstenstein, 86 – Schmiedeberg, 86 – Friesensteine, 87 – Warmbrunn, 88 – Landhäuschen, 89 – Kienast, 93 – Hermsdorf, 94 – Schreibershau, 95 – Kochelfall, 98 – Zackenfall, 101 – Die neue schlesische Baude, 105 – Der Elbbrunn, 107 – Elbfall, 108 – Schneegruben, 110 – Das hohe Rad, 110 – Die sieben Gründe, 110 – Die grosse Sturmhaube, 112 – Kleine Sturmhaube, 113 – Die Wiesenbaude, 114 – Schneekoppe, 120 – Der grosse oder schwarze Teich, 120 – Der kleine Teich, 121 – Hampelbaude, 122 – Seidorf, 122 – Die Annenkapelle, 123 – Hirschberg, 124 – Die Stadt Bolkenhain, 125 – Bolkoburg, 127 – Das Bolzenschloss, 127 – Fischbach, 128 – Buchwald, 131 – Prag, 140 – Hradschin, 140 – Die kaiserliche Schlossburg, 142 – Die Metropolitankirche zu St.Veit, 147 – Die Kleinseite, 148 – Die Altstadt, 148 – Teynkirche, 153 – Die Judenstadt, 155 – Judenfriedhof, 156 – Die Neustadt, 160 – Der Wischehrad, 162 – Umgebungen, 163 – Karolinenthal, 163 – Hetzinsel, 163 – Keppelsche Insel, 164 – Kipfel-Mühle, 164 – Letzter Pfennig, 164 – Lieben, 164 – Ballabenesches Landhaus, 165 – Ziskaberg, 166 – Wolschan, 166 – Kreenische Anlagen, 167 – Pstrossischer Garten, 167 – Canalischer Garten, 167 – Wimmersche Anlagen, 168 – Nussle und Werschowitz, 168 – Libussabad, 169 – St.Pankratius-Kirche, 169 – Podol, 169 – Kuchelbad, 170 – Procopiushöhle, 171 – Smichow, 172 – Fürst Kinskysche Villa, 173 – Kleinseitner Kirchhof,   173 – Graf Clamscher Garten, 173 – Cybulka, 174 – Weisser Berg, 175 – Stern, 177 – Brewnow, 177 – Scharka, 183 – Graf Kaunitzischer Garten, 183 – Schwedenschanze, 184 – Butschecksche Anlagen, 184 – Kaisermühle, 185 – Schloss Troja, 186 – Baumgarten, 189 – Kuchinka, 189 – Bubna, 189 – Belvedere, 190 – Volksfeste, 194 – Die Burg Karlstein, 209 – Anhang: Das Isergebirge und einige schlesische Städte und Ortschaften, 211 – Neumarkt, 212 – Liegnitz, 217 – Wahlstadt, 218 – Goldberg, 220 – Der Gröditzberg, 223 – Löwenberg, 228 – Greifenberg, 229 – Der Greifenstein, 232 – Liebenthal, 233 – Friedeberg, 233 – Wigandsthal, 235 – Flinsberg, 237 – Das Isergebirge, 238 – Die Iser, 238 – Der Iserkamm, 239 – Die Iserhäuser, 239 – Das Iserthal, 240 – Die Iserwiese, 241 – Die Tafelfichte, 243 – Schweinhaus, 245 – Berichtigungen
- 246 Seiten mit 30 Stahlstichen

### VII. 1840,J. G. Seidl: Wanderungen durchTyrolundSteyermark
MDZ
3 – Erster Band: Wanderungen durch Tyrol, 42 – Der Achense. Ambras, 60 – Der Achensee, 75 – Ambras, 81 – Innsbruck. Das Stubay-Thal, 83 – Innsbruck, 104 – Das Stubay-Thal, 112 – Die Franzensfeste bei Brixen. Taufers, 123 – Franzensfeste bei Brixen, 134 – Taufers, 135 – Toblacher See. Peitelstein, 152 – Toblacher See, 153 – Peitelstein, 157 – Die Brücke bei Cortina. Klausen, 159 – Die Brücke bei Cortina, 167 – Klausen mit Seben, 168 – Trostburg Die Erdpyramiden bei Botzen, 172 – Trostburg, 181 – Die Erdpyramiden bei Botzen, 184 – Hohen-Eppan. Sigmundskron, 194 – Hohen-Eppan, 196 – Sigmundskron, 200 – Kronmetz. Cavalese. Wälschenofen, 200 – Kronmetz, 203 – Cavalese, 208 – Wälschenofen, 212 – Torbole, 219 – Torbole, 223 – Kies in Val di Non. Bad Rabbi im Val di Sole, 227 – Kies, 230 – Das Bad Rabbi, 232 – Die Ortelsspitze. Die Wormserjoch-Straße, 234 – Die Ortelsspitze, 237 – Wormserjoch-Straße, 241 – Schloss Tyrol. Hofers Haus, 246 – Schloss Tyrol, 248 – Hofers Haus, 253 – Die Martinswand, 263 – Martinswand, 267 – Der Wasserfall bei Reutty. Landeck. Pass Finstermünz, 269 – Der Wasserfall bei Reutty, 270 – Landeck, 277 – Pass Finstermünz, 279 – Die St.-Margarethenkapelle. Das Kirchlein auf dem Gebhardsberge, 290 – Die St.-Margarethenkapelle, 294 – Das Kirchlein auf dem Gebhardsberge,
- 303 Seiten mit 30 Stahlstichen

### VIII. 1840,Eduard Duller: Die malerischen und romantischenDonauländer
MDZ
5 – Motto, 7 – Vorwort, 25 – Wien, 139 – Die Donau von Pforen bis Regensburg,  141 – Von Pforen bis Neuburg, 162 – Von Augsburg nach Hohenschwangau, 206 – Von Neuburg bis Regensburg, 255 – Von Regensburg bis Deggendorf, 269 – Von Deggendorf nach München, 276 – München, 315 – Wanderungen im Hochland, 327 – Von Deggendorf nach Passau, 336 – Der Inn, 349 – Der Chiemsee, 352 – Berchtesgaden, 358 – Salzburg, 371 – Die Salzach bei Lend, 373 – Nach Gastein, 377 – Das Salzkammergut, 387 – Die Salzach bis zu ihrer Vereinigung mit dem Inn, 393 – Die Donau von Passau bis Mauthausen, 413 – Die Donau von Mauthausen bis Melk, 427 – Die Donau von Melk bs Wien, 447 – Wiens Umgebungen, 449 – Von Döbling auf den Himmel, 451 – Von Währing gen Neustift, etc.....
- 480 Seiten mit 60 Stahlstichen

### IX. 1850,Carl Simrock: Das malerische und romantische Rheinland
MDZ
5 – Einleitung, 14 – Von den Quellen bis Mainz, 17 – Eingang, 18 – Quellen des Rheins, 24 – Graubünden, 28 – Viamala, 29 – Domleschgerthal, 30 – Grafschaft Vaduz, 32 – Toggenburg, 38 – Vorarlberg, 39 – Das oberste Rheingau, 43 – Appenzell, 43 – St. Gallen, 49 – Boden- und Zellersee, 55 – Der grosse Lauffen, 62 – Der mittlere Rheinfall, 63 – Mündung der Aar, 66 – Die übrigen Rheinfälle, 67 – Eintritt ins grosse Rheinthal, 70 – Breisach und der Breisgau, 75 – Elsass, 81 – Baden, 83 – Rheinpfalz, 107 – Neckarthal, 130 – Bergstrasse und Odenwald, 141 – Von Mainz bis Köln und Achen, 143 – Mainz, 204 – Frankfurt, 240 – Taunusgegenden, 271 – Das Rheingau, 307 – Das Nahgau, 390 – Coblenz und die Moselgegenden, 403 – Das vulcanische Rheinthal, 438 – Herzogthum Berg, 451 – Köln, 475 – Achen und das Jülicher Land
- 488 Seiten mit 60 Stahlstichen

### X. 1841,Theodor von KobbeundWilhelm Cornelius: Wanderungen an derNord-undOstsee
MDZ
- Erste Abtheilung: Nordsee, 1 – Vorwort, 3 – Helgoland, 29 – Föhr, 37 – Wangeroge, 47 – Norderney, 54 – Bremerhaven, 64 – Bremen, 82 – Hamburg, 109 – Altona, 113 – Kuxhaven und Neuwerk
- Zweite Abtheilung: Ostsee, 3 – Einleitung, 15 – Das Frische Haff, 21 – Königsberg, 32 – Das Samland, 40 – Pillau, 43 – Die Frische Nehrung, 45 – Danzig, 59 – Oliva, 61 – Pommern, 72 – Stettin, 87 – Wolgast, 88 – Greifswald, 95 – Stralsund, 109 – Insel Rügen, 123 – Dobberan, 125 – Rostock, 126 – Wismar, 127 – Lübeck

- Teil 1: 116 Seiten mit 15 Stahlstichen
- Teil 2: 128 Seiten mit 15 Stahlstichen
- als Verfasser genannt wurden auch Mohnike und Starkloff

#### X. 1847,Theodor von KobbeundWilhelm Cornelius: 2. Auflage: Ost- und Nordsee
MDZ
- 3 – Erste Abtheilung: Die Ostsee von Wilhelm Cornelius, 5 – Einleitung, 14 – Das Frische Haff, 19 – Königsberg, 27 – Das Samland, 33 – Pillau, 35 – Die Frische Nehrung, 37 – Danzig, 47 – Oliva, 49 – Pommern, 57 – Stettin, 68 – Wolgast, 69 – Greifswald, 74 – Stralsund, 84 – Insel Rügen, 94 – Dobberan, 96 – Rostock, 97 – Wismar, 98 – Lübeck
- 99 – Zweite Abtheilung: Die Nordsee von Theodor von Kobbe, 101 – Vorwort, 103 – Helgoland, 122 – Föhr, 129 – Wangeroge, 136 – Norderney, 141 – Bremerhaven, 149 – Bremen, 162 – Hamburg, 186 – Bezirk Altona, 189 – Kuxhaven und Neuwerk

- 192 Seiten mit 30 Stahlstichen